# Karl-Gayer-Medaille

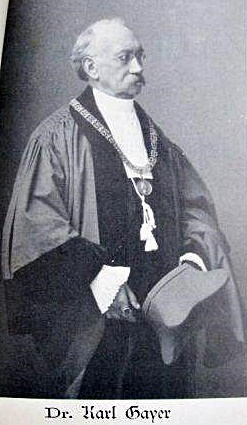
„Karl Gayer als Rektor der Universität München“ (1889)

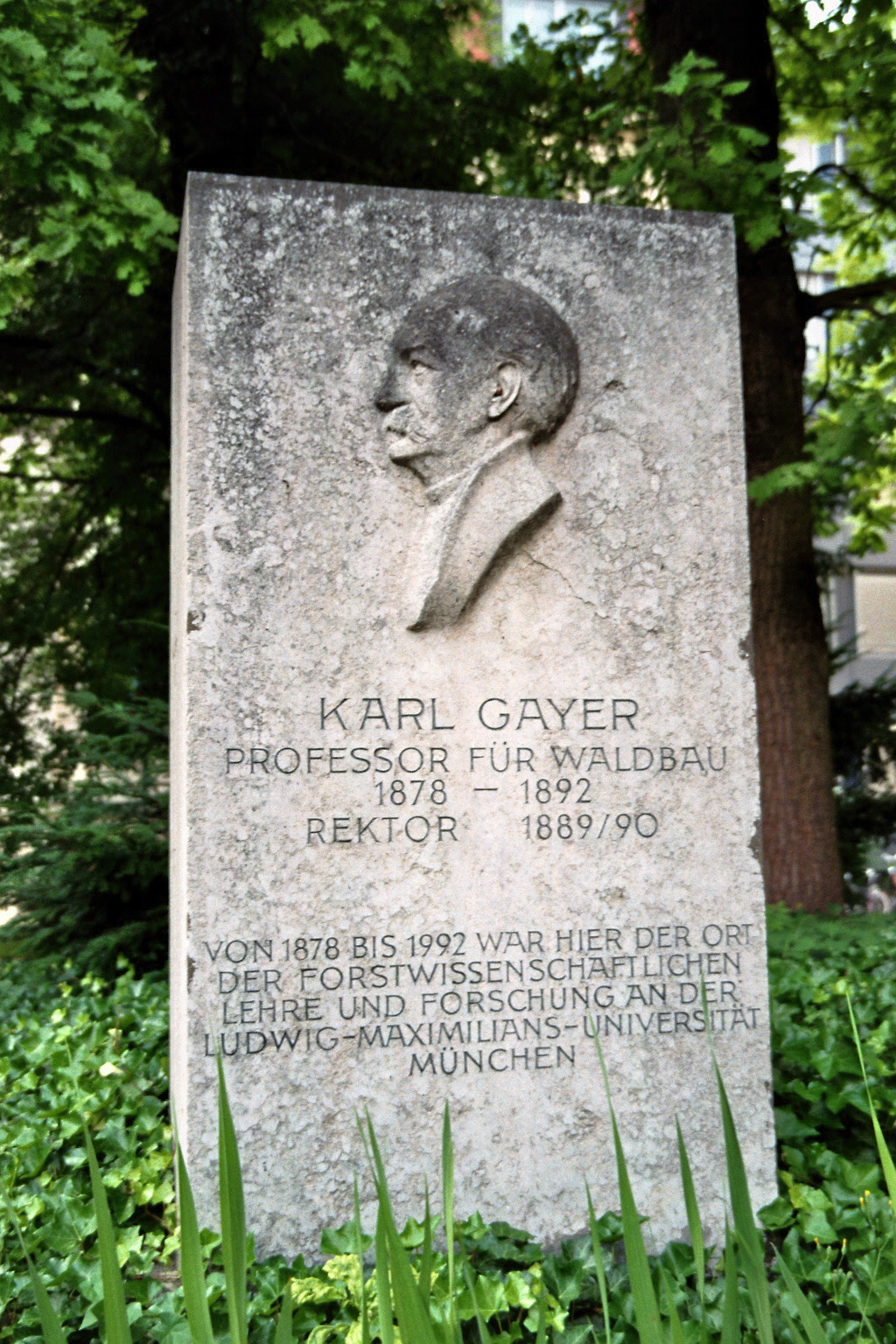
Karl-Gayer-Denkmal im Salinenhof der Ludwig-Maximilians-Universität München

Unter dem Begriff Karl-Gayer-Medaille werden zwei verschiedene Auszeichnungen geführt, die sich auf den Forstwissenschaftler Karl Gayer und dessen Einsatz für einen naturgemäßen Waldbau beziehen. Erstens eine Auszeichnung der Technischen Universität München und zweitens ein Umweltpreis, vergeben vom Bund für Umwelt und Naturschutz Bayern (BUND).

## Karl-Gayer-Medaille der Universität München
Die Forstwissenschaftliche Fakultät der Ludwig-Maximilians-Universität München beziehungsweise nach der Neugliederung ab 1999 die Studienfakultät für Forstwissenschaft und Ressourcenmanagement der TU München verleihen seit 1984 in unregelmäßigen Abständen die Karl-Gayer-Medaille. In Erinnerung an Karl Gayer als „Vordenker und Vorkämpfer für den naturgemäßen Waldbau in Europa“ zeichnet sie damit Forstleute und Waldbesitzer aus, die sich in vorbildhafter Weise für einen naturgemäßen Waldbau eingesetzt haben.

### Preisträger
- 1984 – H. Capelle
- 1987 – Max Scheifele
- 1990 – W. Fleder
- 1999 – Heinrich Reininger
- 2001 – Myrrha Freifrau von Aretin
- 2002 – Karl Friedrich Sinner, Leitender Forstdirektor
- 2003 – Maximilian Waldherr, Leitender Forstdirektor
- 2007 – Alois Finsterer

## Karl-Gayer-Medaille des Bund Naturschutz
Mit der Karl-Gayer-Medaille ehrt auch der Bund Naturschutz Bayern in Abstimmung mit der Arbeitsgemeinschaft Naturgemäße Waldwirtschaft (ANW) seit 1977 Personen, die sich in außergewöhnlicher Weise um die naturgemäße Waldwirtschaft verdient gemacht haben. Die Medaille wird jährlich an einen Waldbaubetrieb oder an einen einzelnen Forstmann vergeben, der im Sinne von BUND und ANW guten Waldbau betrieben hat.

### Preisträger
- 1977 – Paul Lang
- 1980 – Hugo Zanner
- 1984 – Josef Niederwald
- 1986 – Gotthold Mergner
- 1986 – Johann Lochbronner
- 1989 – Heinrich Reininger[1]
- 1990 – Dušan Mlinšek[1]
- 1991 – Konrad Klotz[2]
- 1991 – Helmut Horneber[1]
- 1993 – Heinrich Wiedemann
- 1993 – Waldbesitzervereinigung Westallgäu e. V.[1]
- 1994 – Georg Meister[1]
- 1995 – Ludwig Fuchs[1]
- 1995 – Armin Liebhardt[1]
- 1997 – Erich Hornsmann
- 1998 – Hans-Jürgen Otto[3]
- 1998 – Georg Sperber[4]
- 1998 – Karl Grohsschmiedt
- 1999 – Wolfgang Elflein
- 1999 – Waldbesitzervereinigung Holzkirchen w.V.[5]
- 2002 – Hubert Gebhard
- 2002 – Elmar Thumbach
- 2002 – Helmut Ziegler
- 2003 – Johann Kornprobst[6]
- 2006 – Fritz Wimmer[7]
- 2007 – Klaus Thiele[8]
- 2011 – Klaus Wieser[9]
- 2011 – Georg Berger[9]
- 2011 – Franz Obermeyer[9]
- 2015 – Dietmar Gross[10][11]
- 2016 – Robert Wiechmann, Peter Lechner und Gerhard Waas[12]
- 2017 – Stefan Bauernfeind, Alwin Rammo[13]
- 2019 – Bernhard Rückert[14]
- 2021 – Hubert Heinl[15]
- 2024 – Alfons Leitenbacher[16]

Quelle: Bund Naturschutz